# Rundhaug
Rundhaug är en ort i Målselvs kommun i Troms fylke i norra Norge. Samhället har dagligvarubutik, verkstad, skola, förskola och hotell och ligger vid vägkorsningen där fylkesväg 87 och fylkesväg 854 möts. 
Målselva slingrar sig förbi Rundhaugs centrum och är med det goda laxfisket en turistmagnet. Många laxar över 20 kg har dragits upp ur denna älv. Under andra världskriget var Rundhaug en plats där tyskarna höll ryssar som fångar. Dessa fångar sattes i arbete med att göra en bunker, som sprängdes in i bergväggen. Samhället har också ett av Norges köldrekord. På 1960-talet visade termometern i Rundhaug minus 52 °C.[källa behövs]
Rundhaug tillhör Bakkehaugområdet.